# دانشنامه فلسفه استنفورد

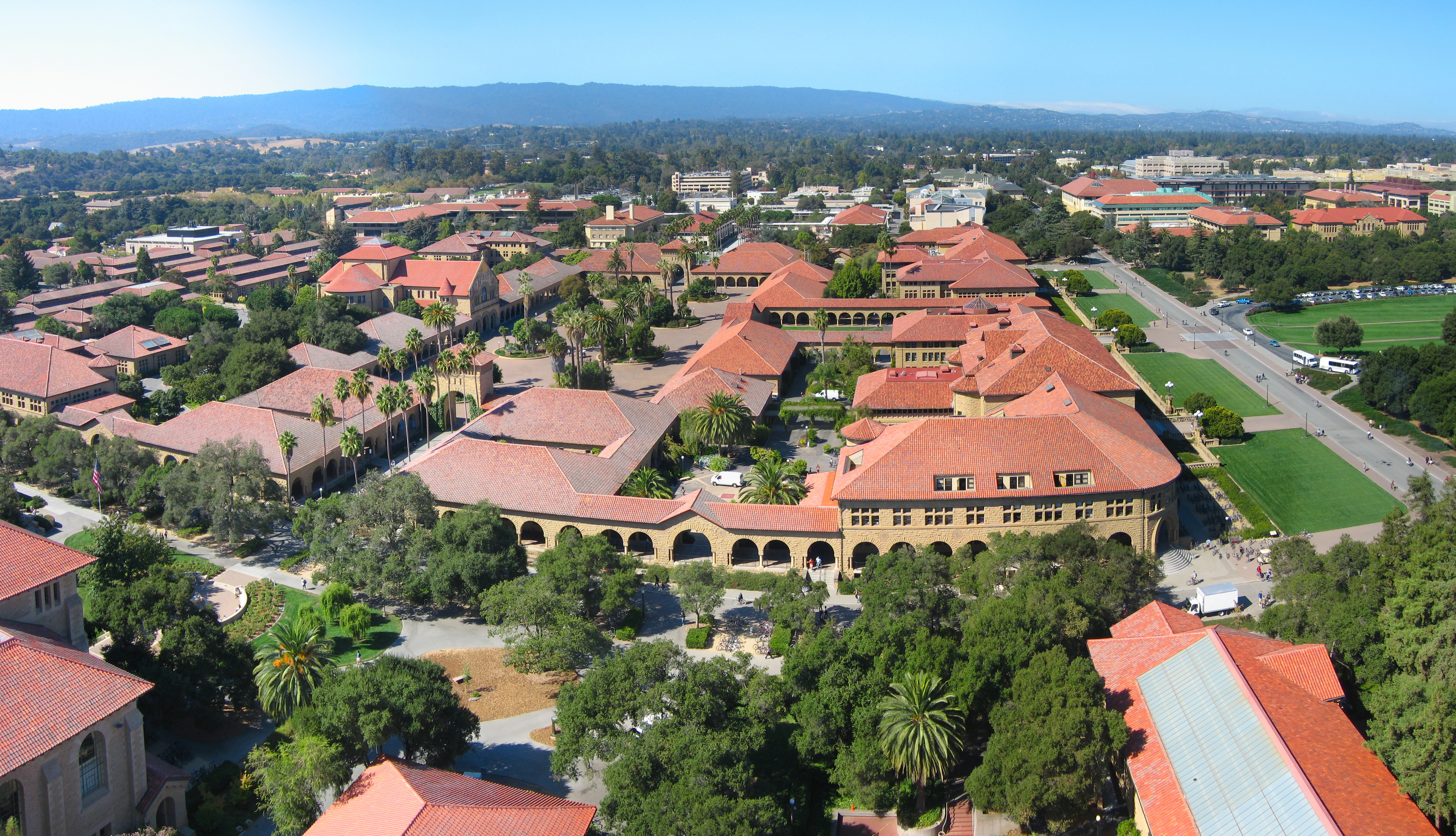
دانشگاه استنفورد از نمایی بالا

دانشنامه فلسفه استنفورد (به انگلیسی: Stanford Encyclopedia of Philosophy) (به اختصار SEP) دانش‌نامه‌ای رایگان و آنلاین است که توسط دانشگاه استنفورد اداره می‌شود و از سال ۱۹۹۵ به سرپرستی دکتر ادوارد ن.زالتا آغاز به کار کرده‌است. مدخل‌های این دانش‌نامه توسط کارشناسان در آن زمینه کاری از بیش از ۶۵ نهاد جهانی نوشته می‌شوند. نویسندگان مدخل‌ها اجازه می‌دهند که مقالاتشان به‌طور رایگان منتشر شود ولی حق‌تکثیر مقاله‌ها برای نویسندگان محفوظ می‌ماند. مقاله‌های این دانش‌نامه علاوه بر این‌که توسط ویراستاران مورد بازبینی قرار می‌گیرند، توسط دانشوران دیگر نیز مورد داوری همتا قرار می‌گیرند.
انتشارات ققنوس در اقدامی دست به ترجمهٔ تدریجی مقالات این دانش‌نامه به زبان فارسی تحت سرپرستی مسعود علیا زده، و هر یک از مقالات دانش‌نامه را در مجلّدی جداگانه به چاپ می‌رساند.